# Polnische Sommermeisterschaften im Skispringen 2019
Die polnischen Sommermeisterschaften im Skispringen 2019 fanden am 12. Oktober von der Skalite-Normalschanze (HS 104) in Szczyrk statt. Zum ersten Mal seit drei Jahren wurden wieder Vereinsmeisterschaften abgehalten. Die Meisterschaften wurden vom polnischen Skiverband (PZN) organisiert und zusammen mit den polnischen Sommermeisterschaften in der Nordischen Kombination ausgetragen.

## Programm und Zeitplan
Zeitplan der Polnischen Meisterschaften:
| Datum            | Uhrzeit      | Ereignis                         | Ort               |
| ---------------- | ------------ | -------------------------------- | ----------------- |
| Sa., 12. Oktober | 10:30        | Probedurchgang – Teamwettkampf   | Skalite-Schanzen: |
| Sa., 12. Oktober | 11:00        | Erster Durchgang – Teamwettkampf | Skalite-Schanzen: |
| Sa., 12. Oktober | anschließend | Finaldurchgang – Teamwettkampf   | Skalite-Schanzen: |
| Sa., 12. Oktober | anschließend | Siegerehrung                     | Skalite-Schanzen: |
| Sa., 12. Oktober | 17:00        | Training – Frauen und Männer     | Skalite-Schanzen: |
| Sa., 12. Oktober | 17:45        | Probedurchgang – Frauen          | Skalite-Schanzen: |
| Sa., 12. Oktober | 18:00        | Probedurchgang – Männer          | Skalite-Schanzen: |
| Sa., 12. Oktober | 18:45        | Erster Durchgang – Frauen Einzel | Skalite-Schanzen: |
| Sa., 12. Oktober | 19:00        | Erster Durchgang – Männer Einzel | Skalite-Schanzen: |
| Sa., 12. Oktober | anschließend | Finaldurchgang – Frauen Einzel   | Skalite-Schanzen: |
| Sa., 12. Oktober | anschließend | Finaldurchgang – Männer Einzel   | Skalite-Schanzen: |
| Sa., 12. Oktober | anschließend | Siegerehrung                     | Skalite-Schanzen: |

## Ergebnisse

### Männer Einzel
Der Einzelwettbewerb fand am 12. Oktober 2019 in Szczyrk statt. Es waren 83 Athleten gemeldet, jedoch wurden sechs Springer disqualifiziert. Unter den Teilnehmern waren auch einige Norweger. Der spätere Meister Piotr Żyła zeigte mit seinem Sprung auf 111 Metern den weitesten Sprung des Tages.
| Platz | Name                 | Verein                 | Weite 1 | Weite 2 | Punkte |
| ----- | -------------------- | ---------------------- | ------- | ------- | ------ |
| 01.   | Piotr Żyła           | WSS Wisła              | 100,0   | 111,0   | 266,4  |
| 02.   | Kamil Stoch          | KS Eve-nement Zakopane | 097,5   | 101,0   | 263,9  |
| 03.   | Stefan Hula          | KS Eve-nement Zakopane | 095,5   | 107,0   | 262,7  |
| 04.   | Dawid Kubacki        | TS Wisła Zakopane      | 096,5   | 098,0   | 251,4  |
| 05.   | Maciej Kot           | AZS Zakopane           | 102,0   | 102,5   | 250,0  |
| 06.   | Andrzej Stękała      | AZS Zakopane           | 100,0   | 095,0   | 245,7  |
| 07.   | Paweł Wąsek          | WSS Wisła              | 096,5   | 098,0   | 237,5  |
| 08.   | Klemens Murańka      | TS Wisła Zakopane      | 097,5   | 098,0   | 237,0  |
| 09.   | Aleksander Zniszczoł | WSS Wisła              | 094,0   | 096,0   | 233,7  |
| 10.   | Kacper Juroszek      | WSS Wisła              | 095,0   | 095,5   | 226,5  |
| 11.   | Pål-Håkon Bjørtomt   | Hurdal IL              | 096,5   | 090,5   | 216,5  |
| 12.   | Tomasz Pilch         | WSS Wisła              | 095,5   | 088,5   | 211,0  |
| 13.   | Fredrik Bjerkeengen  | IL Kolbukameratene     | 095,5   | 088,5   | 210,5  |
| 14.   | Jan Habdas           | LKS Klimczok Bystra    | 090,0   | 091,0   | 202,5  |
| 15.   | Mateusz Gruszka      | AZS Zakopane           | 092,0   | 089,0   | 200,5  |
| 16.   | Jonas Bratlien       | Bøverbru IL            | 091,5   | 088,0   | 200,0  |
| 17.   | Adam Niżnik          | TS Wisła Zakopane      | 094,0   | 083,0   | 193,0  |
| 18.   | Anders Ladehaug      | Nordre Land IL         | 094,0   | 082,0   | 191,5  |
| 19.   | Sølve Jokerud Strand | Vikersund IF           | 092,0   | 082,5   | 189,0  |
| 20.   | Wiktor Pękala        | SSR LZS Sokół Szczyrk  | 088,0   | 087,5   | 188,5  |

### Frauen Einzel
Der Einzelwettbewerb fand am 12. Oktober 2019 in Szczyrk statt. Es waren zwölf Athletinnen gemeldet – darunter drei Norwegerinnen –, die alle in die Wertung kamen. Die spätere Meisterin Kinga Rajda zeigte mit 93,5 Metern die höchste Weite.
| Platz | Name                 | Verein                   | Weite 1 | Weite 2 | Punkte |
| ----- | -------------------- | ------------------------ | ------- | ------- | ------ |
| 01.   | Kinga Rajda          | SSR LZS Sokół Szczyrk    | 091,0   | 093,5   | 211,0  |
| 02.   | Joanna Szwab         | AZS Zakopane             | 088,0   | 093,0   | 198,5  |
| 03.   | Nicole Konderla      | WSS Wisła                | 088,5   | 091,5   | 196,5  |
| 04.   | Anna Twardosz        | PKS Olimpijczyk Gilowice | 083,5   | 086,0   | 176,0  |
| 05.   | Thea Minyan Bjørseth | Lensbygda Sportsklubb    | 080,0   | 087,0   | 172,0  |
| 06.   | Magdalena Pałasz     | AZS Zakopane             | 078,5   | 075,0   | 142,0  |
| 07.   | Wiktoria Przybyła    | SSR LZS Sokół Szczyrk    | 078,5   | 071,5   | 129,5  |
| 08.   | Nora Midtsundstad    | Vaaler IF                | 067,0   | 073,5   | 113,5  |
| 09.   | Wiktoria Polanowska  | AZS Zakopane             | 060,5   | 069,0   | 083,0  |
| 10.   | Nora Dyhre Traaserud | Heddal IL                | 064,0   | 066,0   | 080,5  |
| 11.   | Róża Pawlikowska     | AZS Zakopane             | 054,0   | 055,0   | 037,5  |
| 12.   | Marcelina Bełtowska  | AZS Zakopane             | 055,5   | 052,0   | 033,5  |

### Männer Team
Es nahmen dreizehn Teams aus acht verschiedenen Vereinen am Wettkampf teil. Der zweite Durchgang wurde aufgrund zu starken Windes abgesagt. Den besten Einzelsprung zeigte Paweł Wąsek, der für seinen Sprung auf 104 Metern 147,4 Punkte für sein Team erzielte.
| Platz | Verein                   | Name                                                              | Weite                   | Punkte                  | Gesamt |
| ----- | ------------------------ | ----------------------------------------------------------------- | ----------------------- | ----------------------- | ------ |
| 01.   | AZS Zakopane I           | Mateusz Gruszka Krzysztof Leja Andrzej Stękała Maciej Kot         | 097,0 094,5 098,5 091,5 | 123,2 111,5 135,9 129,2 | 499,8  |
| 02.   | WSS Wisła II             | Artur Kukuła Bartosz Czyż Szymon Jojko Tomasz Pilch               | 093,0 102,0 098,5 099,0 | 105,5 127,5 121,0 122,2 | 476,2  |
| 03.   | TS Wisła Zakopane I      | Klemens Murańka Dawid Jarząbek Adam Niżnik Dawid Kubacki          | 094,5 089,0 092,5 089,0 | 125,9 097,5 111,2 127,8 | 462,4  |
| 04.   | KS Eve-nement Zakopane   | Jan Galica Szymon Zapotoczny Stefan Hula Kamil Stoch              | 080,0 087,5 094,5 100,5 | 076,0 093,5 129,5 146,1 | 445,1  |
| 05.   | PKS Olimpijczyk Gilowice | Paweł Twardosz Bartłomiej Klimowski Łukasz Stawowy Jarosław Krzak | 094,0 093,0 078,0 100,0 | 109,0 108,0 070,0 124,0 | 411,0  |
| 06.   | WSS Wisła I              | Kacper Juroszek Paweł Wąsek Aleksander Zniszczoł 1 Piotr Żyła     | 102,5 104,0 090,5       | 127,7 147,4 125,2       | 400,3  |
| 07.   | LKS Klimczok Bysta       | Jakub Harat Karol Niemczyk Piotr Kudzia Jan Habdas                | 080,5 090,0 083,5 097,0 | 079,0 100,0 086,0 116,0 | 381,0  |
| 08.   | SSR LZS Sokół Szczyrk    | Wiktor Fickowski Wiktor Węgrzynkiewicz Adam Ruda Wiktor Pękala    | 070,5 093,5 088,5 094,5 | 053,0 108,0 096,5 110,5 | 368,0  |